# Сігарєв Василь Володимирович
Василь Володимирович Сігарєв (11 січня 1977, Верхня Салда) — російський кінорежисер, сценарист, продюсер, оператор, монтажер і драматург. Лауреат премій «Дебют», «Антибукер», «Еврика», «Новий стиль», «Evening Standard Awards».

## Біографія
Народився у 1977 році у Верхній Салді. Навчався в Нижньотагільському педагогічному інституті, закінчив Єкатеринбурзький державний театральний інститут за спеціальністю «драматургія», семінар Миколи Коляди (2003).
Єдиним твором мистецтва, що вплинув на Сігарєва, він сам називає фільм «Іди і дивись» Елема Климова.
З 2003 року одружений з акторкою Яною Трояновою. Від першого шлюбу є дочка Єлизавета.

## Громадська позиція
Є противником безальтернативних виборів, клерикалізації російського суспільства, а також політичного переслідування «Гоголь-центру».

## Фільмографія

### Режисер
- 2009 — Дзига
- 2012 — Жити
- 2015 — Країна ОЗ

### Сценарист
- 2005 — Продається детектор брехні (п'єса)
- 2009 — Дзига
- 2012 — Жити
- 2014 — До побачення, мама
- 2015 — Країна ОЗ

#### Короткометражки
- 2007 — Цукор (за мотивами вірша П. Елюара)
- 2014 — #Крымнаш
- 2017 — Z

## Твори
- «Пластилін»
- «Чорне молоко»
- «Агасфер»
- «Сонечка повертаються на землю»
- «Гупешка»
- «Детектор брехні»
- «Замкова свердловина»
- «Любов у зливного бачка»
- «Хуртовина» (за мотивами повісті О. С. Пушкіна)
- «Сім'я вурдалака»
- «Пампушка» (за мотивами новели Гі де Мопассана)
- «Російське лото»
- «Фантомні болі»
- «Яма»
- «Парфумер» (за мотивами роману Патріка Зюскінда)
- «Дзига» (Кіносценарій)
- «У моєму болоті»
- «Олексій Каренін» (П'єса за мотивами роману Л. Н. Толстого «Анна Кареніна»)

## Вистави
- «Коханка» (театр «Бенефіс»)
- «Гупешка» РАМТ, Санкт-Петербурзький театр «Російська антреприза» імені Андрія Миронова
- «Пампушка» (МХТ), вистава знятий з показу
- «Заметіль»
- «Детектор брехні» «Сфера», Санкт-Петербурзький театр «Російська антреприза» імені Андрія Миронова
- «Фантомні болі»
- «Каренін» МХТ, Санкт-Петербурзький театр «Російська антреприза» імені Андрія Миронова[7]
- «Пластилін» (Центр драматургії і режисури Казанцева/Рощина), вистава знятий з показу
- «Сонечка повертаються на землю» (театр Гоголя), вистава знятий з показу
- «Викрадення», Санкт-Петербурзький театр «Російська антреприза» імені Андрія Миронова
- «Каренін», Театр на Спаській, режисер Єгор Чернишов, сценографія — Микола Слободяник. Прем'єра відбулася 7 жовтня 2016 р.

## Нагороди та премії
- «Дебют» (2000)
- «Антибукер» (2000)
- «Еврика» (2002)
- «Новий стиль» (2002)
- «Evening Standard Awards[en]» (2002)
- За фільм «Дзига»:

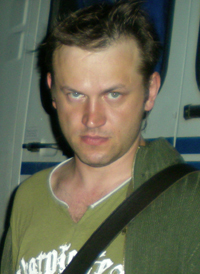
Василь Сігарєв у червні 2008 року

  - Кінофестиваль «Кінотавр» в Сочі (2009):
    - Головний приз кінофестивалю
    - Приз «Російської гільдії кінокритиків»
    - Приз ім. Р. Горіна За кращий сценарій»

  - Спеціальне згадування FICC (International Federation of Film Societies) на 44 МКФ у Карлових Варах (2009)
  - Приз за найкращий міжнародний художній фільм на МКФ в Цюріху (2009)
  - 39 МКФ «Молодість» у Києві (2009):
    - Приз Міжнародної федерації кінопреси FIPRESCI
    - Приз Міжнародної федерації кіноклубів FICC «Дон Кіхот»
    - Спеціальний диплом Екуменічного журі

  - Головний приз фестивалю Douro film harvest (Португалія) (2009)
  - Головний приз Kunst Film Biennale (Кельн, Німеччина) (2009)
  - Кращий дебютний фільм в Онфлер (Франція) (2009)
  - Національна премія кінокритики і кінопреси «Білий слон»:
    - Приз за кращий фільм
    - Приз за кращий фільм-дебют

  - Приз за кращу режисуру на Batumi International Art House Film Festival (Грузія) (2009)
  - Приз фестивалю «Супутник над Польщею» (2009)
- За фільм «Жити»:
  - Головний приз фестивалю східноєвропейського кіно "goEast" у Вісбадені (2012)[8]
  - 23 відкритий російський кінофестиваль «Кінотавр» (2012):
    - Приз за кращу режисуру
    - Приз Гільдії кінознавців і кінокритиків
- Премія «Ім'я» на фестивалі «Текстура» в Пермі[9] (2013)
- За фільм «Країна ОЗ»:
  - Кінофестиваль «Кінотавр» в Сочі (2015)[10]:
    - Приз імені Григорія Горіна за кращий сценарій[11]
    - Приз «Російської гільдії кінокритиків»

  - 22 ММКФ «Лістапад» у Мінську (2015):
    - Диплом «За високу художність звукового рішення»
- Сценарна премія «Слово» імені Валентина Черних за кращий сценарій повнометражного фільму (2016)[12]

## Участь у драматургічних фестивалях
- «Любимівка»(2000)
- «Щеликово» (2000)